# Puchar Sześciu Narodów Kobiet 2013
Puchar Sześciu Narodów Kobiet 2013 – dwunasta edycja Pucharu Sześciu Narodów Kobiet, międzynarodowych rozgrywek w rugby union dla żeńskich reprezentacji narodowych. Zawody odbyły się w dniach 2 lutego – 17 marca 2013 roku, a zwyciężyła w nich reprezentacja Irlandii, która pokonała wszystkich rywali i tym samym zdobyła dodatkowo Wielkiego Szlema.
Wliczając turnieje w poprzedniej formie, od czasów Home Internal Championship i Pucharu Pięciu Narodów, była to osiemnasta edycja tych zawodów.

## Mecze
| 2 lutego 201313:30 | Włochy | 13:12 | Francja | Stadio Giulio e Silvio Pagani, Rovato |
| 2 lutego 201313:30 |        | 13:12 |         | Stadio Giulio e Silvio Pagani, Rovato |

| 2 lutego 201314:00 | Anglia | 76:0 | Szkocja | Esher RFC, Walton-on-Thames |
| 2 lutego 201314:00 |        | 76:0 |         | Esher RFC, Walton-on-Thames |

| 3 lutego 201313:30 | Walia | 10:12 | Irlandia | Talbot Athletic Ground, Port Talbot |
| 3 lutego 201313:30 |       | 10:12 |          | Talbot Athletic Ground, Port Talbot |

| 8 lutego 201317:30 | Francja | 32:0 | Walia | Stade Marcel Levindrey, Laon |
| 8 lutego 201317:30 |         | 32:0 |       | Stade Marcel Levindrey, Laon |

| 9 lutego 201314:00 | Irlandia | 25:0 | Anglia | Ashbourne RFC, Ashbourne |
| 9 lutego 201314:00 |          | 25:0 |        | Ashbourne RFC, Ashbourne |

| 10 lutego 201314:00 | Szkocja | 0:8 | Włochy | Mayfield Sports Centre, Dundee |
| 10 lutego 201314:00 |         | 0:8 |        | Mayfield Sports Centre, Dundee |

| 23 lutego 201314:00 | Szkocja | 3:30 | Irlandia | Lasswade RFC, Bonnyrigg |
| 23 lutego 201314:00 |         | 3:30 |          | Lasswade RFC, Bonnyrigg |

| 23 lutego 201319:20 | Anglia | 20:30 | Francja | Twickenham Stadium Londyn |
| 23 lutego 201319:20 |        | 20:30 |         | Twickenham Stadium Londyn |

| 24 lutego 201313:30 | Włochy | 15:16 | Walia | Stadio Pacevecchia, Benewent |
| 24 lutego 201313:30 |        | 15:16 |       | Stadio Pacevecchia, Benewent |

| 8 marca 201319:30 | Irlandia | 15:10 | Francja | Ashbourne RFC, Ashbourne |
| 8 marca 201319:30 |          | 15:10 |         | Ashbourne RFC, Ashbourne |

| 9 marca 201313:00 | Anglia | 34:0 | Włochy | Esher RFC, Walton-on-Thames |
| 9 marca 201313:00 |        | 34:0 |        | Esher RFC, Walton-on-Thames |

| 10 marca 201314:00 | Szkocja | 0:13 | Walia | Scotstoun Stadium, Glasgow |
| 10 marca 201314:00 |         | 0:13 |       | Scotstoun Stadium, Glasgow |

| 15 marca 201318:00 | Francja | 76:0 | Szkocja | Stade Bourillot, Longvic |
| 15 marca 201318:00 |         | 76:0 |         | Stade Bourillot, Longvic |

| 17 marca 201313:30 | Włochy | 3:6 | Irlandia | Campo comunale Venegoni Marazzini, Parabiago |
| 17 marca 201313:30 |        | 3:6 |          | Campo comunale Venegoni Marazzini, Parabiago |

| 17 marca 201314:30 | Walia | 16:20 | Anglia | Talbot Athletic Ground, Port Talbot |
| 17 marca 201314:30 |       | 16:20 |        | Talbot Athletic Ground, Port Talbot |